# Orazio Torsellini
Orazio Torsellini (en latin Horatius Tursellinus et en français Horace Turselin) (1545-6 avril 1599) est un jésuite, historien et écrivain italien. Il est l'auteur d'un traité sur les particules de la langue latine : De particulis latinis (1598), plusieurs fois réimprimé et augmenté, notamment par Ferdinand Gotthelf Hand (Leipzig, 1829-1846).

## Biographie
Né à Rome en 1545, Orazio Torsellini embrassa la règle de saint Ignace, se livra de bonne heure à l’enseignement, et professa vingt ans les belles-lettres au Collège romain. Ses supérieurs lui confièrent ensuite la direction du séminaire que l’institut possédait à Rome ; et il contribua beaucoup à former ces habiles maîtres dont les talents ont répandu tant d’éclat sur la société. Il remplit enfin les fonctions de recteur à Florence et à Lorette, et revint à Rome, où il mourut, le 6 avril 1599, à l’âge de cinquante-quatre ans.

## Œuvres

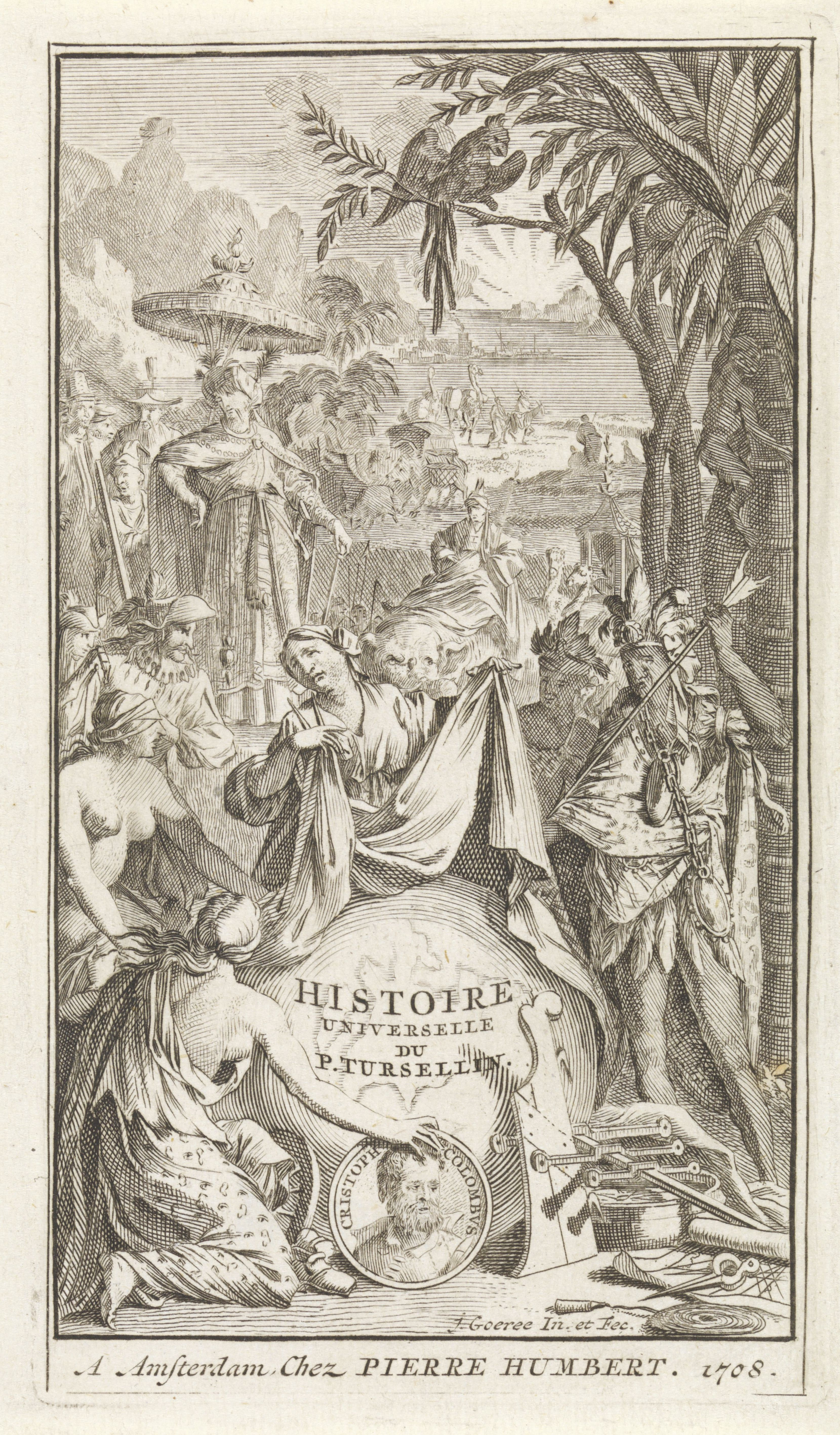
Histoire universelle du P. Tursellin, A Amsterdam, chez Pierre Humbert, 1708.

Outre une traduction latine des Lettres de saint François Xavier, l’Oraison funèbre du pape Grégoire XIII, la Préface qu'on trouve à la tête du recueil des Harangues du P. Perpiñán, Rome, 1587, in-8°, et quelques Opuscules en vers, on a de lui : 
1. De vita S. Francisci Xaverii libri sex, Rome, 1596, in-4°, première édition complète. Cet ouvrage a été traduit en français, en italien et en espagnol.
2. Lauretanae historiae libri quinque, ibid., 1597, in-4° ; réimprimé dans divers formats, et traduit en français et en italien. Une traduction fort ancienne atteste, comme on sait, que la maison de la Sainte Vierge fut transportée par les anges à Lorette. C'est la vérité de ce miracle que l'auteur entreprend de prouver[2].
3. De particulis latinae orationis, ibid., 1598, in-12, traité souvent réimprimé, mais dont on ne se sert plus dans les colléges. Jakob Thomasius, Johann Conrad Schwartz et Christoph August Heumann l'ont enrichi de remarques et d'additions importantes. L'édition de Thomasius fait partie du Recueil de Richard Ketel : De elegantiori latinitate comparanda scriptores selecti, Amsterdam, 1713, in-4°. Celle de Schwartz est de Leipzig, 1719, in-8°. Les notes de Heumann sur cette dernière édition, se trouvent dans son Poecile, sive, Epistolae miscellaneae, tome II, p. 177-186. Baillet accusa Torsellini d'avoir dérobé cet ouvrage à Scaurus ; mais il confondait cet ancien grammairien avec Ant. Schorus d'Anvers, mort à Lausanne, en 1552, sans avoir publié le traité qu'il promettait sur les particules de la langue latine. La Monnoye a justifié facilement Torsellini de cette ridicule accusation de plagiat, dans ses Notes sur les jugements des savants, II, p. 537, éd. in-4°.
4. Nomenclator vocum latinarum, in-8°.
5. Epitome historiarum a mundo condito ad ann. 1598, Rome, in-12. Cet abrégé de l'histoire universelle est écrit avec élégance. Il a été continué par le P. Carlo Carafa, Cologne, 1649, in-8°, et jusqu'à l'année 1658, par le P. Philippe Briet. Les deux meilleures éditions sont celles d'Utrecht, 1703 , 1710, in-8°. Cet ouvrage a été traduit en italien, et il en existe trois traductions françaises. La seule qui mérite d'ètre citée est celle que l'on doit à l'abbé Lagneau, Paris, 1706 ; Amsterdam, 1708, 3 vol. in-12 ; réimprimée à Paris, 1757, 4 vol. in-12. L’Histoire universelle du P. Torsellino fut condamné au feu par un arrêt du parlement de Paris le 3 septembre 1761 comme renfermant des doctrines pernicieuses.